# Ryan Guzman
Ryan Anthony Guzman (Abilene, 21 september 1987) is een Amerikaans acteur en model. Hij is bekend van zijn rol als Sean Asa in de vierde en vijfde film in de Step Up reeks, respectievelijk Step Up 4: Miami Heat en Step Up: All In.

## Leven en carrière
Guzman is geboren in Abilene, Texas. Zijn moeder, Lisa Hudson is geboren in Californië en heeft Engelse, Schotse, Duitse, Franse, Nederlandse en Zweedse roots. Zijn vader, Ray Guzman is Mexicaans. Ryan verhuisde op jonge leeftijd naar Sacramento, Californië, de geboortestad van zijn moeder. Hij studeerde af aan de West Campus High School in 2005. Daarna studeerde hij aan het Sierra College. Ryan heeft een jongere broer, Steven.